# Chrysometa macintyrei
Chrysometa macintyrei este o specie de păianjeni din genul Chrysometa, familia Tetragnathidae, descrisă de Lévi, 1986.
Este endemică în Ecuador. Conform Catalogue of Life specia Chrysometa macintyrei nu are subspecii cunoscute.